# Die Gleichheit der Jahre
Die Gleichheit der Jahre ist eine Local-Posse in vier Abtheilungen von Johann Nestroy aus dem Jahre 1833. Sie wurde erst am 8. Oktober 1834 am Carl-Theater in Wien unter dem Autoren-Pseudonymnamen Herr von Dreger uraufgeführt. Der Grund für diese späte Aufführung lag im großen Erfolg der ebenfalls 1833 entstandenen beiden Stücke Der böse Geist Lumpacivagabundus und Robert der Teuxel.
Die ursprünglichen Fassung von Die Gleichheit der Jahre, einer Zauberposse, trug den Titel Das Verlobungsfest im Feenreiche oder Die Gleichheit der Jahre und war nicht aufgeführt worden.

## Inhalt
1ste Abtheilung: Der 29ste Geburtstag und der Landkutscher
Regina feiert ihren angeblich 29. Geburtstag, ihr Schwindel wird aber entlarvt. Hirschwald macht ihr einen Heiratsantrag, den sie mit Hinweis auf sein Alter ablehnt. Schladriwux will Ursula auch nicht heiraten, weil sie ihm zu alt geworden ist. Ein Vertrag wird geschlossen: Sollten Regina und Schladriwux nicht innerhalb eines Jahres einen jeweils jüngeren Ehepartner finden, werden sie Hirschwald und Ursula als Ehepartner akzeptieren.
Inzwischen versucht Eduard, einen Landkutscher zu prellen, was zwar misslingt, doch Miller hilft ihm aus der Verlegenheit. Miller sucht nämlich Eduard, um ihn auf das Gut des Herrn von Steinthal zu bringen, weil dieser ihm für die Pflege seines Sohnes in schwerer Krankheit danken möchte.
2te Abtheilung: Beraubung und Verlobung
Der Zolleinnehmer Schlagmayer entdeckt, dass 1000 Gulden Mautgelder aus seinem Schrank gestohlen wurden. Die „hilfreiche“ Nachbarin Madame Regina bietet an, ihm das Geld zu leihen, als Gegenleistung verlangt sie die Verlobung mit seinem Sohn Eduard. Dieser ist schnell einverstanden, die reiche Braut zu nehmen, ungeachtet ihres Alters und Aussehens. Die Hochzeit soll in einem Jahr stattfinden, wenn Eduard seine Studien beendet hat. Beide unterschreiben einen Ehekontrakt.
3te Abtheilung: Liebe und Verzweiflung
Eduard und Schladriwux wohnen im Schloss des Herrn von Steinthal. Dort stellt Eduard den Bauernmädchen nach, bis er sich ernsthaft in Amalie verliebt, aber der Ehekontrakt bleibt ein schweres Hindernis. Schladriwux glaubt, Amalie sei in ihn verliebt, weil sie ihn bittet, wegen Eduard noch acht Tage zu bleiben. Herr von Steinthal, Capitain Brand und Miller sind überzeugt, dass Regina selbst den Diebstahl inszeniert hatte und wollen Eduard helfen. Zunächst sorgen sie für die Festnahme von Schladriwux als angeblicher Deserteur, um ihn loszuwerden, dann hecken sie einen Plan aus.
4te Abtheilung: Lange Nasen und Heurathen
Eduard kommt nach Hause zurück und gibt sich als wüster Räuberhauptmann. Er nimmt Schladriwux und Regina durch seine „Räuberbande“ gefangen. Regina verspricht dem Candidaten Schwarz (in Wahrheit Steinthals verkleideter Sohn) für die Rettung ihre Hand und eine Verwalterstelle. Nun fordert Eduard Schwarz zum Duell, daraufhin gesteht Regina, selber das Geld gestohlen zu haben, um eine Hochzeit mit Eduard zu erreichen. Dadurch wird alles zu einem guten Ende geführt: Eduard bekommt die Verwalterstelle in Steinthal und darf Amalie heiraten. Hirschwald und Ursula berufen sich auf die schriftlichen Versprechungen von Regina und Schladriwux, die beiden müssen ihr Versprechen einlösen und die Partner nach der „Gleichheit der Jahre“ nehmen.

## Werksgeschichte
Nestroy hielt sich mit seinem Werk ziemlich genau an die Vorlage, die Erzählung Die Schlossmamsell von Karl Gottlieb Prätzel (1785–1861). Allerdings ersetzte er die in der Quelle vorkommenden Personennamen durch die bei ihm beliebten „redenden“ Namen, so wurde der Zolleinnehmer Laubmann zum Strizl, die alte Jungfer Jeannette Fliederbusch zur Mamsell Regina Geldkatz und der Theologiestudent Theodor wegen der Zensur zum Jurisprudenzstudenten Eduard. Neu eingeführt wurde die Figur des eingebildeten Schranckenziehers Schladriwux als komische Rolle und Gegenpart zu Eduard.
Für die Bühnenversion wurde der Name Schladriwux in Pudelkopf geändert. Ursprünglich hatte Nestroy vor, diese Rolle selbst zu spielen, übernahm aber dann die des Eduard und der Schladriwux/Pudelkopf wurde von Wenzel Scholz dargestellt, Friedrich Hopp spielte den Zolleinnehmer Strizl, Ignaz Stahl den Verwalter Miller, Elise Zöllner die Magd Margareth. Das Stück wurde insgesamt achtzehnmal aufgeführt, eine (misslungene) Wiederaufnahme 1839 im Theater in der Leopoldstadt erreichte nur drei Vorstellungen.
Ein Manuskript in der Originalhandschrift Nestroys wird in der Handschriftensammlung der Wienbibliothek im Rathaus aufbewahrt. Dabei sind einige stark überarbeiteten Bogen aus der ursprünglichen Zauberposse enthalten, die in diesem Manuskript deshalb fehlen (siehe dort die entsprechende Werksgeschichte). Die Originalpartitur Adolf Müllers – mit Ausnahme des Räuberchores aus der 4ten Abtheilung, 15te Scene – ist ebenfalls in der Wienbibliothek zu sehen. Darin ist dreimal der Name Schladriwux in Pudelkopf ausgebessert, sonst steht überall bereits Pudelkopf.

## Unterschiede zwischen den Versionen
| Das Verlobungsfest im Feenreiche | Die Gleichheit der Jahre |
| --- | --- |
| Eduard ist ein gehorsamer und deshalb in sein Unglück unschuldig hineingeratender Sohn, der aus reiner Elternliebe sich verpflichtet fühlt, den unglückseligen Ehekontrakt abzuschließen | Eduard ist ein charakterloser, nur am Geld seiner „Braut“ interessierter Schwindler und Tunichtgut                              |
| Seine missliche Lage ist deshalb beklemmend und aussichtslos | er nimmt alles auf die leichte Schulter, bis er sich verliebt                                                                   |
| Er mimt den spiel- und trinkfreudigen verbummelten Studenten | er verkleidet sich als roher Räuberhauptmann, der im Haus der Eltern sogar mit der Pistole herumschießt                         |
| Herr von Hirschwald fungiert stets als Respektsperson im Hintergrund | der vorgeblich biedermännische Herr von Hirschwald findet nichts dabei, Frau Geldkatz allein wegen ihres Reichtumes zu umwerben |
| Ein feenhafter Rahmen dient den irdischen Akteuren als „Erklärung“ aller ihrer Fehlhandlungen                                                                                            | ohne Zauberspiel wird alles stärker als Spiegelbild menschlicher Charakterschwächen dargestellt                                 |
| Das Stück ist eine eher harmlose Zauberposse um das Grundthema nur Altersgenossen sollen sich verbinden                                                                                  | das Stück ist wesentlich aggressiver und behauptet als Grundsatz: „Letztlich dreht sich alles ums Geld“                         |

## Zeitgenössische Kritik
Die zeitgenössische Kritik reichte von „passabel“ bis zur Ablehnung; so sah die Modezeitung darin den „Branntweingeist der Kneipen und niedrigsten Schenken“. Adolf Bäuerles Wiener Theaterzeitung schrieb am 11. Oktober 1834 (S. 813 f.):
„Kann man auch nicht sagen, dass der Humor hier mit seinem reinen siegenden Lichte entgegenblitzt, ist gleich die Anwendung der vorhandenen guten Kräfte und die Zusammenstellung von Dingen, die dem Publikum schon öfter gefallen haben, an dieser Posse weit lobenswerther als das vorfindliche Neue und Originelle […] Indeß gefielen, wie gesagt, die mittleren Acte besser; der Anfang und der Schluß wurden sehr lau aufgenommen.“
Der Wanderer war wesentlich kritischer und schon am 10. Oktober war zu lesen:
„Auf diesen Begriff [Anm.: nämlich der Vorteil der Gleichheit der Jahre bei Eheschließung] also basirt eine Handlung, die an und für sich zu überhäuft und verworren, weder Einheit des Ortes, noch der Zeit, also die Haupterfordernisse eines dramatischen Productes keineswegs aufzuweisen hat.“
Einig waren sich alle Kritiker allerdings im Lobe für die ausgezeichneten Darsteller, allen voran Wenzel Scholz und Johann Nestroy.

## Spätere Interpretationen
Otto Rommel reiht dieses Stück in der Kategorie jener Zauberstücke ein, „in welchen Geister leitend und helfend in das Leben der Menschen eingreifen, so dass die Geisterszenen nur einen Rahmen für die Szenen aus dem realen Leben bilden“ (Zitat). Dazu zählt er auch Die Zauberreise in die Ritterzeit, Der Feenball, Der böse Geist Lumpacivagabundus, Müller, Kohlenbrenner und Sesseltrager und Die Familien Zwirn, Knieriem und Leim. In ihnen habe Nestroy bereits einen Realismus gezeigt, wie sie keinem anderen Wiener Volksdichter seiner Zeit zu Gebote gestanden hätte.
Brukner/Rommel stellen fest, dass dieses Werk ein Beweis und Beispiel dafür sei, wie im Alt-Wiener Volkstheater die Posse, nämlich Die Gleichheit der Jahre, aus dem Zauberspiel, hier Das Verlobungsfest im Feenreiche, hervorgegangen ist. Unabhängig von einer bestimmten Textquelle wären die einzelnen Motive der Handlung beider Stücke in der Alt-Wiener Possenliteratur vielfach belegt.